# فانتین (ایندیانا)
فانتین (به انگلیسی: Fountain) یک منطقهٔ مسکونی در ایالات متحده آمریکا است که در شهرستان فانتن، ایندیانا واقع شده‌است. فانتین ۱۶۷٫۹۵ متر بالاتر از سطح دریا واقع شده‌است.